# 朱美垙
陽曲榮靖王朱美垙（1409年—1480年），明朝晉藩第一代陽曲王，晉定王朱濟熺的庶第三子。

## 生平
洪熙元年（1425年）十二月，獲賜名美垙，封鎮國將軍。宣德十年（1435年），朱美垙與朱美垸、朱美埻兄弟三人定居平陽府，以看守父親朱濟熺的塋園，並負責祭祀。正統二年（1437年）八月，進封陽曲王。
正統四年（1439年），朱美垙上奏稱，自己歲祿一千石，其中六百石支米，其餘四百石折鈔，因此供給不足，請求全部支付祿米。明英宗以當年歉收、百姓艱難為由拒絕了朱美垙的請求。
成化十六年（1480年）八月，朱美垙去世，享年七十二歲，諡號榮靖。一年後，庶長子鎮國將軍朱鍾鍑襲爵。

## 家庭

### 妻
- 桂氏，平陽衛指揮桂德孫女，宣德三年（1428年）七月冊為鎮國將軍夫人[7]，正統三年（1438年）九月冊為陽曲王妃[8]，景泰五年（1454年）七月薨[9]

### 妾
- 彭氏，生朱鍾鍑
- 祁氏，生朱鍾鍏[10]
- 陳氏，生朱鍾鏡[11]
- 武氏[12]
- 盧氏，生朱鍾銘[13]
- 鼓氏，生朱鍾鈳[13]
- 鄧氏，生朱鍾𨦃[13]

### 子
- 庶長子：鎮國將軍→陽曲王朱鍾鍑
- 第二子：鎮國將軍朱鍾鏌[14]
- 第三子：鎮國將軍朱鍾鉥[14]
- 第四子：鎮國將軍朱鍾鍏[14]
- 第五子：鎮國將軍朱鍾鐶[14]
- 第六子：鎮國將軍朱鍾鐱[15]
- 第七子：鎮國將軍朱鍾𨭗
- 第八子：鎮國將軍朱鍾鉖[16]
- 第九子：鎮國將軍朱鍾𨫒
- 第十子：鎮國將軍朱鍾𨬋[17]
- 子：鎮國將軍朱鍾鏡[11]
- 庶子：鎮國將軍朱鍾銘[18][13]
- 庶子：鎮國將軍朱鍾鈳[13]
- 子：鎮國將軍朱鍾鑕[19]
- 子：鎮國將軍朱鍾鍽[20]
- 子：鎮國將軍朱鍾鍈，一作「朱鍾鏌」，疑為同一人[21]
- 庶子：鎮國將軍朱鍾𨦃[13]
- 第十七子：鎮國將軍朱鍾鉢[22]
- 第十九子：鎮國將軍朱鍾鍠
- 第二十子：鎮國將軍朱鍾鐊[23]
- 第二十一子：鎮國將軍朱鍾銍[24]
- 第二十三子：鎮國將軍朱鍾鍍
- 第二十四子：鎮國將軍朱鍾鈶[25]
- 第二十五子：鎮國將軍朱鍾䤶[26]

### 孫
- 玄孫：鎮國中尉朱知𠄰[27]
  - 第一子：輔國中尉朱新堤，號雲石，妻魏氏（1558年3月6日—1602年5月29日），是平陽郡庠生魏遵周和譚媪的女兒。側室常氏、劉氏[27]
    - 嫡長子：奉國中尉朱慎𨭜，妻張氏[27]
      - 女：嫁張復儒[27]
      - 女[27]

    - 庶次子：生母常氏，妻張氏，未封[27]
    - 庶子：生母常氏[27]
    - 庶子：生母常氏[27]
    - 庶子：生母劉氏[27]
    - 女：生母魏氏，嫁庠生樊屏[27]
    - 女：生母魏氏，嫁馬體益[27]
    - 女：生母魏氏，嫁亢體[27]
    - 女：生母常氏，嫁裴承命[27]
    - 女：生母常氏，嫁賈應選[27]
    - 女：生母常氏，嫁庠生李肇登[27]
    - 女：生母常氏，嫁姜良弼[27]
    - 女：生母劉氏[27]
    - 女：生母劉氏[27]

### 女
- 房山縣主，夫儀賓王鏜